# Laciana
Laciana (en asturlleonès Ḷḷaciana o Tsaciana segons l'escriptura tradicional en patsuezu) és una comarca tradicional situada al nord-oest de la província de Lleó (comunitat autònoma de Castella i Lleó).

## Lingüística

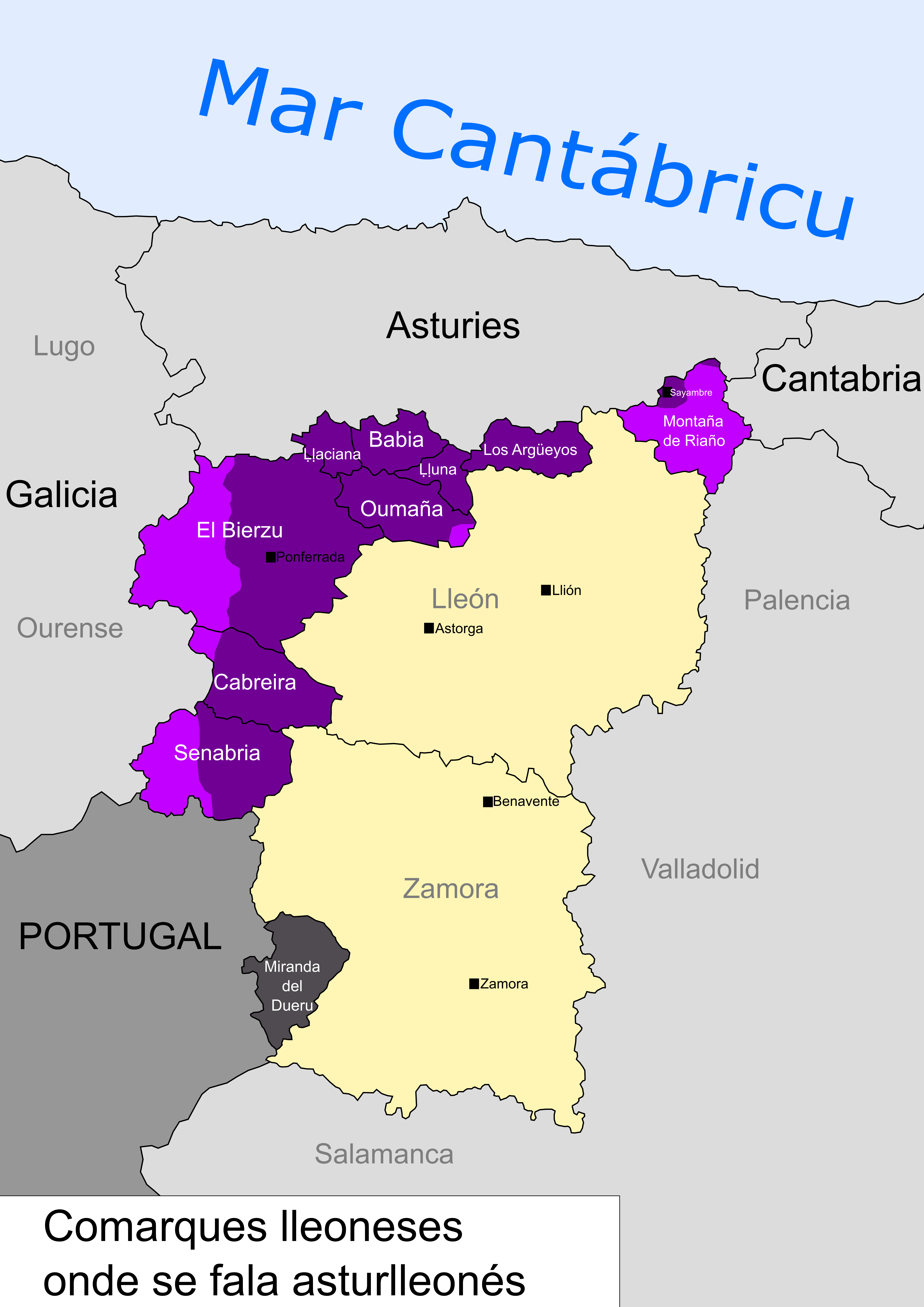
Comarques lleoneses on es parla asturlleonés.

La llengua predominant és el castellà, però amb important influència i presència de l'lleonès en la seva variant local coneguda com pachuezu dialecte caracteritzat per la palatalització de la -l- inicial llatina en l'anomenada "che vaqueira", representada tradicionalment amb les grafies "ts". Malgrat estar en perill de desaparició, són diverses les iniciatives que des de les administracions de la comarca es realitzen per a revitalitzar el parla tradicional de la zona, com poden ser la seva presència en pregons de festes locals cursos eventuals o el ja arrelat "mercáu tsacianiegu".

## Context geogràfic
En la província de Lleó, la comarca s'estén a cavall entre les comarques d'El Bierzo i Babia. És una terra de forests escarpades sembrades de mines i explotacions carboníferes a cel obert. Els rius d'aquest vessant fluïxen ja amb direcció a l'Atlàntic, en direcció contrària als de les veïnes Babia i Omaña.

## Poblacions
La comarca de Laciana està integrada pel municipi de Villablino (pobles de Villablino, Villaseca, Caboalles de Abajo, Caboalles de Arriba, Villager, Rioscuro, Sosas, Robles, Rabanal de Abajo, Rabanal de Arriba, Llamas, Orallo, Lumajo, i Villar de Santiago). Altres nuclis importants són Villaseca de Laciana, Caboalles de Arriba, Robles de Laciana, Rioscuro, Lumajo, ja a la veïna Babia La Cueta (bressol del riu Sil).

## Reserva de la Biosfera
El dia 10 de juliol del 2003 la Vall de Laciana va ser declarat oficialment Reserva de la Biosfera. A més la Reserva de la Biosfera de Laciana es troba inclosa dintre del projecte d'ampliació de l'àrea d'afecció del Pla d'Ordenació dels Recursos Naturals de l'Espai natural Sierra de Ancares, a causa de la importància de les poblacions de gall del bosc i os. La reserva de la biosfera de Laciana comprèn les 21.700 hectàrees de la comarca.

## Personatges il·lustres
- Benjamín Rubio, lluitador antifranquista.
- José Manuel López Rodríguez, ciclista.
- Valdo, futbolista